# Kyle Snyder

Zawodnik Ohio State Buckeyes

Kyle Frederick Snyder (ur. 20 listopada 1995) – amerykański zapaśnik w stylu wolnym. Złoty medalista igrzysk olimpijskich w Rio de Janeiro 2016 w kategorii 97 kg, srebrny w Tokio 2020 w kategorii 97 kg i piąty w Paryżu 2024 w kategorii do 97 kg.
Mistrz świata w 2015, 2017 i 2022; drugi w 2018, 2021; trzeci w 2019 i 2023. Triumfator igrzysk panamerykańskich w 2015, 2019 i 2023. Złoty medalista mistrzostw panamerykańskich w 2017, 2019, 2020, 2021, 2022, 2023 i 2024. Pierwszy w Pucharze Świata w 2018 i 2022; drugi w 2017 i czwarty w 2016. Mistrz świata juniorów z 2013 i trzeci z 2014 roku. Zawodnik Ohio State University.
Zawodnik Our Lady of Good Counsel High School z Montgomery i Ohio State University. Cztery razy All-American (2015 – 2018) w NCAA Division I; pierwszy w 2016, 2017 i 2018; drugi w 2015. Outstanding Wrestler w 2016. Mistrz Big Ten Conference w 2016, 2017 i 2018; drugi w 2015 roku.